# Joseph Seligman
Joseph Seligman (22 de noviembre de 1819 - 25 de abril de 1880) fue un banquero y empresario estadounidense de origen judío que fundó J. & W. Seligman & Co. Fue el patriarca de lo que se conoció como la familia Seligman en EE. UU. y posteriormente estuvo relacionado con la rica familia Guggenheim, a través de Florette, la madre de Peggy Guggenheim.

## Primeros años
Seligman era de ascendencia judía y nació en Baiersdorf, Alemania. Cuando era un niño pequeño, trabajó en la tienda de su madre. La Alemania de entonces estaba formada por muchos estados independientes, la mayoría de los cuales emitían sus propias monedas diferentes; y el joven Joseph obtuvo ganancias en la tienda de su madre cambiando dinero para los viajeros por una pequeña tarifa. El padre de Joseph quería que ingresara en el negocio familiar de la lana, pero las circunstancias lo hicieron difícil; en particular, la migración de la clase campesina (clientes del padre de Seligman) de las áreas rurales a las urbanas significó una pérdida de oportunidades de trabajo y una base económica cada vez menor en Baiersdorf. A los catorce años asistió a la Universidad de Erlangen, y a los diecisiete años, abordó un barco de vapor en Bremen y emigró a América.

## Llegada a los Estados Unidos
Al llegar a los Estados Unidos con 18 años, Seligman inicialmente se estableció en Mauch Chunk, Pensilvania, donde fue a trabajar como cajero/empleado de Asa Packer, quien más tarde se convirtió en congresista de los Estados Unidos. Su salario era de 400 dólares al año. Usando sus ahorros, comenzó a vender productos puerta a puerta en la zona rural de Pensilvania (joyas, cuchillos y pequeños utensilios), ahorrando a los granjeros la molestia de acudir a la ciudad a comprar sus productos. Después de ahorrar 500 dólares, pudo traer de Alemania a sus hermanos William y James, quienes se le unieron en la venta ambulante. Los Seligman padecieron algunos abusos antisemitas en sus interacciones con los estadounidenses, aunque no se desanimaron de continuar vendiendo.  
Joseph Seligman y sus hermanos se hicieron propietarios de varias tiendas en Alabama, pero se sintieron incómodos con la institución de la esclavitud en el sur. Además, el resto de la familia había emigrado a Nueva York, lo que llevó a los hermanos a mudarse al norte, donde fundaron J. Seligman and Brothers. Jesse Seligman dirigía la sucursal de la tienda en San Francisco, mientras que Joseph administraba la tienda de la ciudad de Nueva York. A pesar de los auges y las caídas económicas de las décadas de 1850 y 1860, J. Seligman y Brothers siguió siendo una empresa próspera.
Durante la Guerra Civil, Seligman fue presidente del Temple Emanu-El en la ciudad de Nueva York, y más tarde se convertiría en el primer presidente de la Sociedad para la Cultura Ética.
Junto con Jacob H. Schiff, H. B. Claflin, Marcellus Hartley y  Robert L. Cutting, fue fundador del Banco Continental de Nueva York en agosto de 1870.

## Guerra Civil
Durante la Guerra Civil Americana, Seligman fue responsable de ayudar a la Unión mediante la colocación de 200 millones de dólares de bonos, en "una hazaña" que W. E. Dodd calificó de "casi tan importante como la batalla de Gettysburg".
Los historiadores posteriores han sugerido que el papel de Seligman en la finalización de la guerra a través de los bonos ha sido exagerado. Según Stephen Birmingham, Seligman se vio obligado a aceptar "bonos 7.30" del gobierno como pago por los uniformes que entregaba su fábrica. Las derrotas de la Unión, combinadas con una tasa de interés sospechosamente alta, redujeron la confianza en los bonos, haciéndolos difíciles de vender.
En la Edad Dorada posterior a la Guerra Civil, J. & W. Seligman & Co. invirtió fuertemente en la financiación de los ferrocarriles, en particular actuando como intermediario de las transacciones ideadas por Jay Gould. Suscribieron los valores de una gran variedad de compañías, participando en emisiones de acciones y bonos en las industrias de ferrocarriles; acero y alambre; inversiones en Rusia y Perú; la formación de la Standard Oil Company; la construcción naval, de puentes, y de bicicletas; la minería y una gran variedad de otras industrias. Posteriormente, en 1876, los Seligman unieron sus fuerzas con la familia Vanderbilt para la creación de servicios públicos en la ciudad de Nueva York. En 1877, Seligman estuvo involucrado en el incidente antisemita más publicitado en la historia de los Estados Unidos hasta ese momento, cuando Henry Hilton le negó la entrada al Hotel Grand Union en Saratoga Springs (Nueva York). 

## Ferrocarriles
La firma de Seligman realizó una serie de inversiones en ferrocarriles. Entre estos estaban el Missouri Pacific, el Atlantic and Pacific Railroad (A&P), el South Pacific Coast Railroad y el Missouri-Kansas-Texas Railroad. También contribuyeron a financiar el primer ferrocarril elevado de Nueva York. 
Después de la guerra civil estadounidense, nada generó tanto interés en las finanzas como el transporte ferroviario, y los Seligman eran, en ese momento, los principales financieros del país. Comenzaron de manera conservadora en este sector, vendiendo bonos ferroviarios, pero esto les llevó a ser propietarios y a operar ferrocarriles para proteger sus inversiones. Joseph ejerció como director del Atlantic and Pacific (A&P), Missouri-Kansas-Texas, así como de los ferrocarriles del Pacífico Sur. En 1872 afirmó que habían hecho una fortuna en el negocio de los ferrocarriles de nueva creación. Sin embargo, nunca se sintió cómodo en este sector, y sospechó que estaban sobreinvirtiendo en ferrocarriles. 
Después del pánico de 1873, juró que nunca volvería a vender más bonos ferroviarios, pero en 1874 volvió a vender bonos del Atlantic and Pacific (A&P), promocionado como la única ruta libre de nieve hacia el Pacífico. En 1875, el A&P quebró, y su franquicia fue adquirida por el Ferrocarril San Luis-San Francisco, que a su vez se vio obligado a vender la mitad de sus intereses del A&P al Ferrocarril de Atchison, Topeka y Santa Fe (AT&SF). Joseph, desafortunadamente, murió cinco años antes de poder ver al AT&SF llegar a Los Ángeles.
Los Seligman, en general, tendían a perder dinero en sus empresas ferroviarias. Un ejemplo fue la compra de tierras en Arizona para ser utilizadas para el pastoreo de ganado, que luego sería transportado al mercado en los trenes del A&P. La aridez del desierto hizo fracasar la empresa, pero sigue habiendo una ciudad llamada Seligman (Arizona). 

## Economía de los Estados Unidos
El presidente Ulysses S. Grant, que se había hecho amigo de Jesse Seligman cuando era primer teniente cerca de Watertown (Nueva York), le ofreció a Joseph Seligman el puesto de Secretario del Tesoro de los Estados Unidos, que rechazó, posiblemente debido a su timidez. George Sewall Boutwell aceptó el puesto y finalmente se enfrentó con los Seligman. 
En 1877, el presidente Rutherford Hayes les pidió a Seligman, a August Belmont y a otros banqueros de Nueva York que acudieran a Washington D. C., para planificar una refinanciación de la deuda de guerra. Cada banquero presentó un plan, pero el secretario del Tesoro, Sherman, aceptó el plan de Seligman como el más práctico. Implicaba retener reservas de oro por un total del cuarenta por ciento de los billetes verdes circulantes a través de la venta de bonos. 

## Asunto Seligman-Hilton
En 1877, el juez Henry Hilton, propietario del Hotel Grand Union de Saratoga, Nueva York, le negó la entrada a Seligman y a su familia porque eran judíos, creando una sonada controversia a nivel nacional. Fue el primer incidente antisemita de este tipo en los Estados Unidos en lograr una publicidad generalizada. 

### Antecedentes del incidente
Durante la década de 1870, varios incidentes hicieron que Alexander Stewart se mostrara hostil hacia Seligman, aunque los dos hombres habían servido juntos en la dirección de la Compañía de Ferrocarriles de Nueva York, cuyo presidente era el juez Henry Hilton, socio del político demócrata Tweed Ring.
El primer incidente estuvo relacionado con que Seligman declinara aceptar el puesto de Secretario del Tesoro. A Stewart, que era amigo del presidente Grant, se le ofreció el puesto, pero debido a que estaba asociado con Henry Hilton y Hilton con Tammany Hall (el cuartel general del Partido Demócrata), el Senado se negó a confirmarlo. 
Seligman fue invitado a participar en el Comité de los Setenta, un grupo de neoyorquinos que se unieron para luchar contra el político Tweed Ring. La compañía de Stewart, en represalia, dejó de hacer negocios con Seligman. 
Stewart murió en 1876, tras haber puesto a Hilton a cargo de su patrimonio, la mayor fortuna estadounidense registrada hasta esa fecha. El legado incluía una participación de dos millones de dólares en el Hotel Grand Union de Saratoga, así como los grandes almacenes AT Stewart, en Astor Place. El propio Hilton no estaba contento con Seligman, ya que se sentía molesto porque no lo había invitado a una cena ofrecida en honor de Ulysses S. Grant después de convertirse en presidente.

### El incidente
Después de ayudar a refinanciar la deuda de guerra en Washington, Seligman decidió irse de vacaciones con su familia al Hotel Grand Union (de 834 habitaciones) en Saratoga, donde se había hospedado anteriormente. Saratoga en ese momento era una zona turística bien considerada por los ricos neoyorquinos, y el Grand Union era el mejor hotel disponible en la zona. 
Sin embargo, en 1877 el hotel había sufrido una caída en su volumen de negocio. Stewart, y después de su muerte, su gerente Hilton, creían que la causa del declive era la presencia de "israelitas" (es decir, judíos) en el hotel; los cristianos, según su teoría, no deseaban quedarse en un hotel que admitiera judíos. A Seligman le dijeron que no podía quedarse en el hotel. 
Los historiadores no están de acuerdo con respecto a si la familia Seligman fue rechazada físicamente del hotel, se les dijo que no vinieran al hotel o se les comunicó que solo podían quedarse por una última vez. Sin embargo, está claro que a los Seligman se les hizo sentir que su presencia en el hotel no era deseada y que no se toleraría por mucho tiempo, si es que se toleraba. 

### Consecuencias
El incidente creó mucha controversia. El New York Times, el 19 de junio de 1877, publicó el siguiente titular en mayúsculas:
SENSACIÓN EN SARATOGA. 
_____

NUEVAS REGLAS EN EL GRAN UNIÓN.
NO SE ADMITEN JUDÍOS - SR. SELIGMAN
EL BANQUERO Y SU FAMILIA ENVIADOS LEJOS
SU CARTA AL SR. HILTON
REUNIÓN DE LOS AMIGOS DEL SEÑOR SELIGMAN
SE MANTENDRÁ UNA REUNIÓN DE PROTESTA.
Un mes más tarde, el New York Times reveló una carta en la que el juez Hilton le decía a un amigo: "Como [todavía] la ley ... permite que un hombre use su propiedad como le plazca, yo me propongo ejercer ese bendito privilegio, a pesar de que Moisés y todos sus descendientes se opongan".
El caso se convirtió en un asunto nacional. Tanto Seligman como Hilton recibieron amenazas de muerte. Un grupo de amigos de Seligman comenzó un boicot contra A. T. Stewart, lo que finalmente hizo que el negocio fracasara; a lo que siguió su venta a John Wanamaker. Esto llevó a Hilton a prometer mil dólares a organizaciones benéficas judías, un gesto del que se burló la revista satírica Puck. 
Hilton también fue castigado por Henry Ward Beecher (que conocía a Seligman) en un sermón titulado "Gentil y judío". Después de alabar el carácter de Seligman, Beecher dijo: "Cuando escuché sobre la ofensa innecesaria que se le había hecho al Sr. Seligman, sentí que no podría haber sido señalada ninguna otra persona tal que me hubiera traído a casa una injusticia más sensible que él".
Independientemente de si Seligman tenía la intención de ser rechazado del hotel para arrojar luz sobre el creciente antisemitismo en Estados Unidos, la publicidad resultante alentó a otros hoteleros a excluir a los judíos, colocando anuncios que decían "Absténgase hebreos" y "No se admiten hebreos".

## Muerte
Seligman murió el 25 de abril de 1880 en Nueva Orleans, Luisiana. Su cuerpo fue devuelto a la ciudad de Nueva York y fue enterrado en el cementerio de Salem Fields el 4 de mayo de 1880.

## Familia
Los hermanos de Joseph Seligman fueron, en orden de nacimiento, William (nacido Wolf), James (nacido Jacob), Jesse (nacido Isaías), Henry (nacido Hermann), Leopold (nacido Lippmann), Abraham, Isaac, Babette, Rosalie y Sarah. 
Se casó con su prima Babet Steinhardt en una ceremonia celebrada en Baiersdorf en 1848. Juntos, tuvieron cinco hijos, David Seligman, George Washington Seligman, Edwin Robert Anderson Seligman, Isaac Newton Seligman y Alfred Lincoln Seligman, así como cuatro hijas, Frances (casada con Theodore Hellman), Helen (casada con E. Spiegelberg), Sophia (casada con M. Walter) e Isabella (casada con Philip N. Lilienthal).

## Honores póstumos
El 27 de septiembre de 1880, la ciudad de Roller's Ridge (o Herdsville), Misuri, pasó a llamarse Seligman, en honor a Joseph Seligman y en reconocimiento de los beneficios que el ferrocarril había traído a la comunidad. En agradecimiento, Babet Seligman donó un acre de tierra y 500 dólares para la construcción de una iglesia que aún se encuentra cerca del centro de la ciudad.